# Marina Vlady
Marina Vlady, de nom real Catherine Marina de Poliakoff-Baïdaroff (Clichy-la-Garenne, al suburbi de París, 10 de maig de 1938) és una actriu, cantant i escriptora francesa.

## Biografia
Nascuda a França, Marina Vlady és filla d'immigrats russos: el seu pare, Vladimir de Poliakoff, és cantant d'òpera i la seva mare, Militza Envald, ballarina estrella. Vladimir de Poliakoff arriba a França l'any 1915 compromesos per combatre l'Imperi alemany. Moguda per les seves conviccions anarquistes, Militza Envald s'uneix a ell l'any 1919, fugint de les conseqüències de la Revolució de 1917. Han tingut quatre filles, i totes han tingut oficis artístics: 
- Olga (1928-2009) anomenada Olga Varen, directora de televisió,
- Tania (1930-1980) anomenada Odile Versois, actriu,
- Militza (1932-1988) anomenada Hélène Vallier, actriu,
- Marina, la més jove de les quatre.

Encara que tots dos eren membres de la noblesa provincial russa, Vladimir de Poliakoff i Militza Envald tenen dificultats econòmiques a França, on el marit treballa com a obrer amb quatre nens a càrrec.
Paral·lelament a la seva carrera d'actriu, Marina Vlady és cantant. Entre 1967 i 1968, amb les seves germanes, amb el nom d'escena Les Germanes Poliakoff, realitzen dos discos de cançons, com Le poirier, le sorbier, Dounia, Chanson Orange, que va obtenir el Gran Premi Internacional del disc Charles Cros. L'any 1973, Marina Vlady grava sola, entre d'altres títols, Le Voleur de chevaux, que va tenir èxit a la ràdio.
Marina Vlady es casa amb l'actor i escenògraf Robert Hossein, amb qui té dos fills, Pierre i Igor. Es va unir a continuació amb Jean-Claude Brouillet, aviador, antic resistent i empresari del transport aeri, amb qui va tenir un fill, Vladimir. Es casa en tercers noces amb Vladímir Vissotski, poeta, actor i cantant rus, amb el qual viurà dotze anys a la URSS fins a la mort prematura d'ell l'any 1980 a l'edat de 42 anys. Va veure finalment durant vint-i-tres anys amb el canceròleg Léon Schwartzenberg.
L'any 2006, Marina Vlady canta el seu amor per a Vladimir Vyssotski al teatre dels Bouffes du Nord en un recital titulat Vladimir o el vol aturat, títol homònim del seu llibre aparegut l'any 1987
Compromesa amb l'esquerra i el feminisme, el 5 d'abril de 1971 és una de les 343 signants del Manifest de les 343, aparegut al periòdic Le Nouvel Observateur.
Segons l'edició de l'11 de juny de 1955 de Paris Match, la inicial V, comuna en els quatre pseudonims triats amb les seves germanes (Varen, Versois, Vallier i Vlady), seria la V de la victòria.

## Carrera cinematogràfica

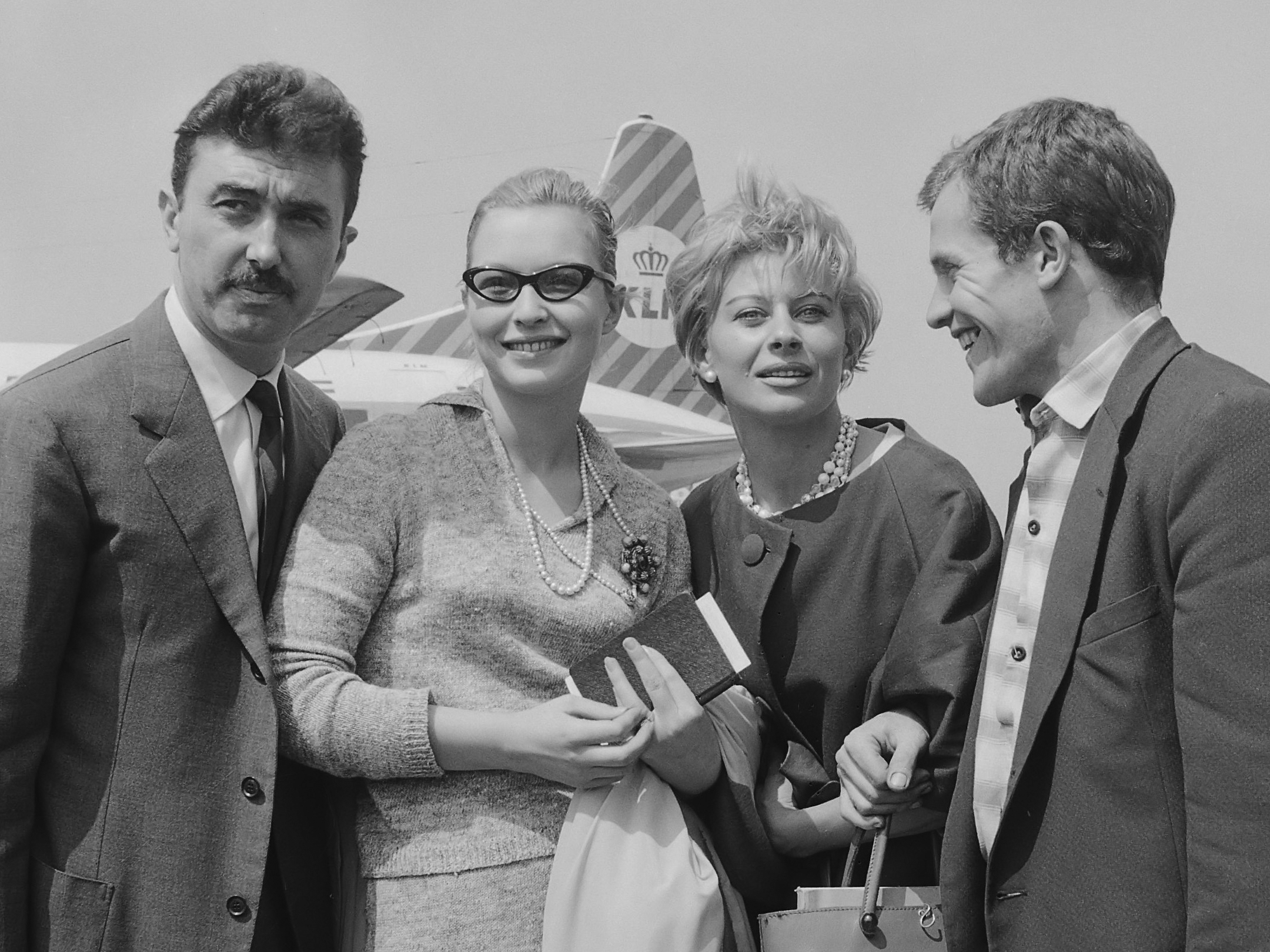
Luciano Emmer, Marina Vlady, Magali Noël i Bernard Fresson a Schiphol l'1 de juny de 1960, en el rodatge de La Fille dans la vitrine

Marina Vlady comença al cinema l'any 1949 (en el paper de « Marie-Tempête ») i s'obre camí des de 1954 amb Avant le déluge d'André Cayatte, destacada sobretot per la seva bellesa. Esdevé de seguida una de les principals joves protagonistes del cinema francès, tan comoda en la comèdia (Sophie et le Crime de Pierre Gaspard-Huit) com al drama i el film negre, tot i que La Sorcière d'André Michel (un dels films del que està molt orgullosa) no troba un gran èxit de públic. Gira a continuació diversos films sota la direcció de Robert Hossein, amb qui forma un de les parelles més vistes, sobretot Toi, le venin (1959, on Marina té per companya la seva germana Odile Versois). Segons el Diccionari del cinema francès aparegut a l'Editorial Larousse (sota la direcció de Jean-Loup Passek), el primer d'aquests films, Les Salauds vont en enfer, escrit per Frédéric Dard, 
| « | té almenys el mèrit de la novetat | » |

 i un « clima estrany, violent, eròtic » que el caracteritza. La parella es troba també a Crime et Châtiment de Georges Lampin, La Sentence de Jean Valère i Les Canailles de Maurice Labro segons James Hadley Chase.

Segons el Diccionari del cinema francès, els quatre films de Hossein 
| « | permeten [a Marina] rellançar una imatge de marca que costava convèncer el públic | » |

 Sempre segons aquesta obra, La Princesa de Clèves posa en evidència la « distinció » de Marina Vlady fins aleshores més aviat considerada com una mena de bomba eròtica dotada d'un temperament dramàtic.
L'any 1961, La Princesa de Clèves de Jean Delannoy, adaptació luxosa de l'obra de Madame de La Fayette, però que una certa crítica francesa va jutjar « massa acadèmica », reafirma el seu estatus de star capaç de portar un film només sobre les seves espatlles. Seguiran Adorable Menteuse i On a volé la Joconde de Michel Deville, i la molt cínica Les Bonnes Causes del veterà Christian-Jaque. A Itàlia, actua a La Fille dans la vitrine de Luciano Emmer i sobretot, amb Ugo Tognazzi, al Le Lit conjugal de Marco Ferreri (la seva composició a aquest últim film li val un ample reconeixement de la crítica i un premi d'interpretació a Canes), sota la direcció de Steno a Casanova i, més tard, al costat d'Alberto Sordi a Conttemporada general de Luigi Zampa (1970) i al Malalt imaginari de Tonino Cervi (1979) ; finalment el seu amic Orson Welles li ofereix un paper a Campanades a mitjanit l'any 1965. L'any següent, Atout cœur à Tokyo pour OSS 117 de Michel Boisrond ja la fa figura d'excepció en una carrera essencialment consagrada als films d'autor.
En el transcurs de la seva carrera a la pantalla, Marina Vlady interpretarà Caroline Esterhazy a Symphonie inachevée (1954) i Maria Antonieta d'Àustria a La Nuit de l'été de Jean-Claude Brialy a la televisió l'any 1979.
A la meitat dels anys 1960, Marina Vlady apareix com a cap de cartell del film de Jean-Luc Godard, Deux ou trois choses que je sais d'elle, i mostra una rara exigència privilegiant obres confidencials: Mona, l'étoile sans nom  nom de Henri Colpi, Le Temps de vivre de Bernard Paul, Un amour de Txekhov de Serguei Youtkhevitch, Sirocco d'hiver de Miklós Jancsó, La Nuit bulgare de Michel Mitrani...
Als anys 1970 i 1980, Marina alterna comèdies populars (Tout le monde il est beau, tout le monde il est gentil de Jean Yanne, Twist again à Moscou de Jean-Marie Poiré) i films d'autor d'èxit menor (Tangos, l'exil de Gardel de Fernando E. Solanas).
L'any 1976, fa d'amant del Régent (Philippe Noiret) a Que la fête commence de Bertrand Tavernier i l'any 1989 dona la rèplica a Marcello Mastroianni (25 anys després de Jours d'amour de Giuseppe De Santis) a Splendor de Ettore Scola.
El seu eclectisme l'empeny també vers empreses atípiques de suport literari com Les Jeux de la comtesse Dolingen de Gratz de Catherine Binet (segons Bram Stoker i Jules Verne) i l'adaptació lliure de la novel·la eròtica d'Apollinaire, Les Gestes d'un jeune Don Juan, o vers films més polítics — Le Complot de René Gainville o Follow Me de Maria Knilli —, treballant tan a Rússia com al Japó o Grècia…
Després de catorze anys d'absència a la pantalla gran, Vlady torna en un dels papers principals de Quelques jours de répit de i amb Amor Hakkar (2011).
El Diccionari del cinema francès evoca « els trets regulars i luminosos, el rostre de Botticelli, la gràcia natural » de Marina Vlady, interrogant-se sobre la responsabilitat de la seva bellesa en el desenvolupament d'una carrera per sota de les promeses.

### Televisió, teatre i escriptura
Marina Vlady ha alentit considerablement la seva activitat a la pantalla petita qui li ha ofert, des de Les Petites Donzelles de Michel Deville (1964), molt nombroses oportunitats. Aquí encara l'actriu privilegia l'exigència, a través de la literatura i la història. Apareix així al Le Roman du samedi: L'Agent secret de Marcel Camus (1981) segons Joseph Conrad, Lorelei de Jacques Doniol-Valcroze (1982) segons Maurici Genevoix, Les Secrets de la princesse de Cadignan de Jacques Deray, adaptació d'Honoré de Balzac per Jean-Claude Carrera, Fort comme la mort segons Guy de Maupassant, La Chambre des dames de Yannick Andréi adaptació de la novel·la de Jeanne Bourin, Les Beaux Quartiers adaptat de Louis Aragon, Condorcet escrit per Élisabeth Badinter, Victoire, ou la douleur des femmes  de Nadine Trintignant, Résurrection de Paolo i Vittorio Taviani (2001) segons Lev Tolstoi. Dotze anys després d'aquest últim, torna a la pantalla petita amb el telefilm 3 femmes en colère, basat en la novel·la de Benoîte Groult.
Aquests últims anys, l'artista es consagra sobretot a l'escriptura (tretze llibres des de 1979, entre els quals un assaig, diverses novel·les i les seves memòries l'any 2005) i a l'escena, on havia debutat amb Robert Hossein l'any 1957: des de 1992, ha interpretat Eric-Emmanuel Schmitt, Anton Txékhov, una adaptació del seu llibre Vladimir ou le vol arrêté (1987) dedicat al seu company desaparegut, el poeta Vladímir Vissotski, l'any 2009, Jacques Audiberti l'any 2014.
El 30 de novembre de 2015, és entre els signants de la Crida dels 58: « Ens manifestarem durant l'estat d'urgència. ».

## Filmografia

### Cinema
- 1949: Orage d'été de Jean Gehret: Marie-Tempête
- 1952: Dans la vie tout s'arrange, comèdia de Marcel Cravenne amb Merle Oberon, Paul Henreid: Jacqueline,Penne Nere amb Marcello Mastroianni,"Gemma"
- 1953: Le infedeli de Steno i Mario Monicelli: Marisa
- 1954: Avant le déluge d'André Cayatte: Liliane
- 1955: Le avventure di Giacomo Casanova de Steno: Fulvia
- 1955: Le Crâneur de Dimitri Kirsanoff: Juliette
- 1955: Sophie et le Crime de Pierre Gaspard-Huit: Sophie
- 1955: Sinfonia d'amore de Glauco Pellegrini: la comtessa Caroline Esterhazy
- 1955: Les salauds vont en enfer de Robert Hossein: Éva
- 1956: La Sorcière d'André Michel: Ina
- 1956: Pardonnez nos offenses de Robert Hossein: Dédée
- 1956: Crime et Châtiment de Georges Lampin: Lili Marcellin
- 1958: Liberté surveillée de Henri Aisner i Vladimir Voltchek: Éva
- 1959: Toi, le venin de Robert Hossein: Éva Lecain
- 1959: La Sentence de Jean Valère: Catherine
- 1959: La Nuit des espions de Robert Hossein: Elle
- 1960: Les Canailles de Maurice Labro: Hélène Chalmers
- 1961: La Princesse de Clèves de Jean Delannoy: La princessa de Clèves
- 1961: La Ragazza in vetrina de Luciano Emmer: Else
- 1962: La Cage, de Robert Darène amb Jean Servais
- 1962: Adorable Menteuse de Michel Deville: Juliette
- 1962: La Steppa, d'Alberto Lattuada
- 1962: Climats de Stellio Lorenzi: Odile Marcenat
- 1962: Les Bonnes Causes de Christian-Jaque: Catherine Dupré
- 1963: Le Meurtrier de Claud'Autant-Lara: Ellie
- 1963: Una storia moderna: l'ape regina de Marco Ferreri: Regina
- 1965: Campanadas a medianoche d'Orson Welles: Kate Percy
- 1966: Il Ladro della Gioconda de Michel Deville: Nicole
- 1966: Atout cœur à Tokyo de Michel Boisrond: Eva Wilson
- 1967: Deux ou trois choses que je sais d'elle de Jean-Luc Godard: Juliette Jeanson
- 1967: Mona, l'étoile sans nom de Henri Colpi: Mona
- 1969: Le Temps de vivre de Bernard Paul: Marie
- 1969: Syuzhet dlya nebolshogo rasskaza de Serguei Youtkhevitch: Lika
- 1969: Sirokkó de Miklós Jancsó: Maria
- 1970: Pour un sourire, de François Dupont-Midi
- 1971: Sapho ou la Fureur d'aimer de Georges Farrel: Françoise Legrand anomenat « Sapho »
- 1972: La Nuit bulgare de Michel Mitrani: Marthe Tarset
- 1972: Tout le monde il est beau, tout le monde il est gentil de Jean Yanne: Madame Thulle
- 1973: Le Complot de René Gainville: Christiane
- 1975: Sept morts sur ordonnance de Jacques Rouffio: Muriel Losseray
- 1976: Que la fête commence de Bertrand Tavernier: Madame de Parabère
- 1977: Ök ketten de Márta Mészáros: Mari
- 1979: Duos sur canapé, de Marc Camoletti: Jacqueline
- 1980: L'Œil du maître de Stéphane Kurc: Isabelle de Brabant
- 1982: Les Jeux de la comtesse Dolingen de Gratz, de Catherine Binet: La mare de la noieta
- 1984: Bordelo de Níkos Koúndouros
- 1985: Tangos, l'exil de Gardel de Fernando E. Solanas: Florence
- 1985: Un'isola de Carlo Lizzani amb Stéphane Audran
- 1985: V poiskah kapitana Granta (URSS - Bulgària): Marko Vovtchok
- 1986: Twist again à Moscou de Jean-Marie Poiré: Natacha Tataïev
- 1987: L'Iniziazione de Gianfranco Mingozzi: Madame Muller
- 1989: Splendor d'Ettore Scola: Chantal
- 1989: Follow Me de Maria Knilli: Ljuba
- 1991: Pyushchye krovy de Yevgeni Tatarsky
- 1992: The Dream of Russia de Junya Satō: La princessa Ekaterina
- 1996: Le Fils de Gascogne de Pascal Aubier: Ella mateixa
- 1996: Anemos stin poli de Petros Sevastikoglou: Simone
- 1997: Jeunesse de Noël Alpi: Miss Alice
- 2004: Nissim dit Max, documental de Pierre Léon i Vladimir Léon
- 2011: Quelques jours de répit, drama de amb Amor Hakkar, i Samir Guesmi: Yolande
- 2016: El viatge de la Fanny de Lola Doillon
- 2016: L'Air d'un oubli de Olivier Fély-Biolet: Clara

## Premis
- 1954: Premi "Suzanne Bianchetti" per a Avant le déluge d'André Cayatte
- 1963: Premi d'interpretació femenina al Festival de Canes per Una storia moderna: l'ape regina de Marco Ferreri
- 1970: Premi " Estrella de Cristal " per l'Acadèmia del cinema francès per Le Temps de vivre de Bernard Paul
- 2008: Premi "Reconeixement dels cinèfils" per al conjunt de la seva carrera per l'associació "Souvenance de cinéphiles" a Lo Puget de Tenier (Alps Marítims)